# Roman Ivanychuk

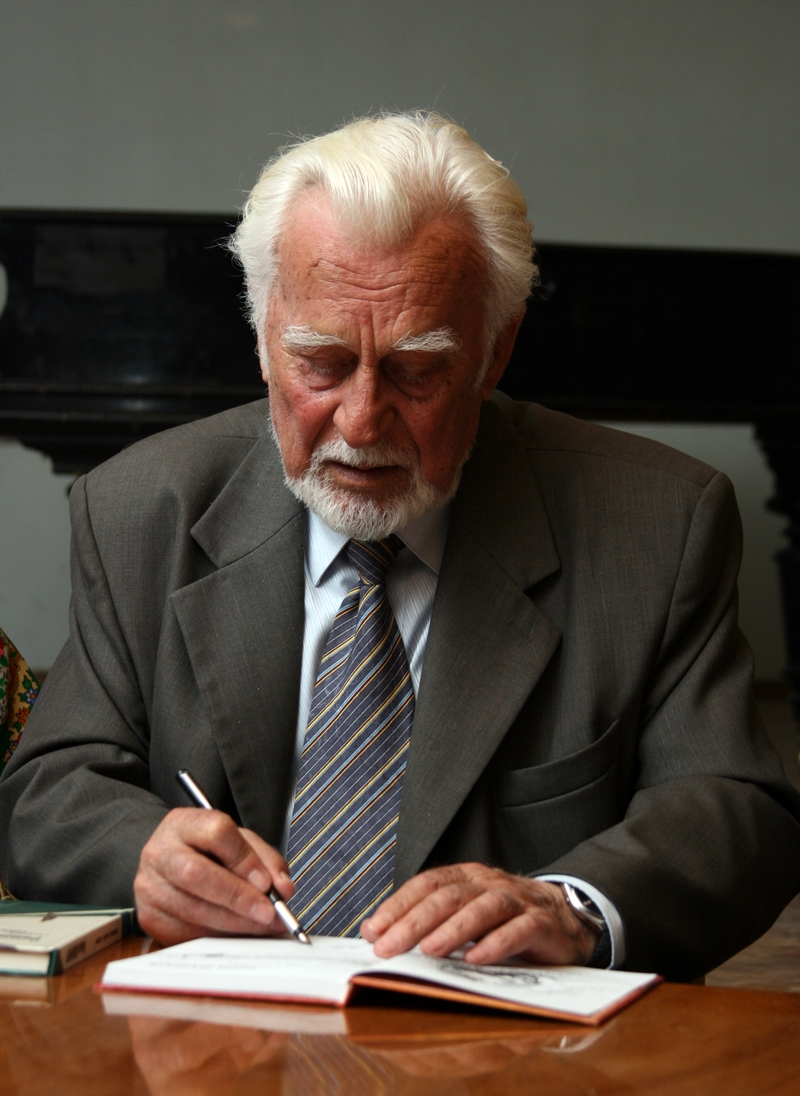
Roman Ivanychuk

Roman Ivanovych Ivanychuk (Роман Іванович Iваничук, 27 de mayo de 1929 - 17 de septiembre de 2016) fue un escritor y político soviético y ucraniano. Fue galardonado en 1985 con el Premio Nacional Shevchenko. Entre 1990 y 1994 fue diputado de la Rada Suprema. En 2009, recibió el título de Héroe de Ucrania.
Ivanychuk nació en Trach, actualmente en el Raión de Kosiv, Óblast de Ivano-Frankivsk. Estudió idiomas en la Universidad de Lviv y se licenció en 1957. Trabajó como profesor de escuela entre 1957 y 1963; publicó cuentos y novelas desde 1958. Después de 1963, Ivanychuk trabajó como redactor de la revista Zhovten hasta 1990. En 1995, se convirtió en profesor de la Universidad de Lviv y enseñó allí hasta su muerte. Falleció en Lviv en 2016.